# Davide Lanzoni
Davide Lanzoni (Lendinara, 17 settembre 1915 – 24 marzo 1988) è stato un rugbista a 15, allenatore di rugby a 15 e dirigente sportivo italiano, detto Dino, è considerato il fondatore del Rugby Rovigo Delta nel 1935.

## Biografia
Originario di Rovigo fu studente di medicina all'Università di Padova e proprio nell'ateneo patavino si avvicinò al rugby giocando per l'Associazione Fascista Calcio Padova Rugby e il GUF Padova. Il 22 marzo 1935, di ritorno da Padova, fondò il Rugby Rovigo Delta insieme a Ivan Piva e Arrigo Menarello.
Fu giocatore nel primo campionato del Rovigo e in quelli del dopoguerra. Ritiratosi divenne dirigente e presidente della società nonché medico nella città polesana. Morì il 24 marzo 1988, poco prima della vittoria del decimo scudetto.
A lui è stata dedicata una tribuna dello Stadio Mario Battaglini di Rovigo.